# Суер-Выер
«Су́ер-Вы́ер» (1995/1998) — итоговое и крупнейшее по объёму произведение русского писателя Юрия Коваля, рассказывающее о фантастическом плавании фрегата «Лавр Георгиевич» под командованием капитана Суера-Выера к Острову Истины. Как правило, жанр произведения относят к роману, хотя авторское его определение нестандартное — «пергамент».
«Суер-Выер» был начат Юрием Ковалём и его другом и однокурсником Леонидом Мезиновым в 1955 году, во время учёбы в МГПИ имени Ленина. В конце 1980-х годов Коваль вернулся к этому замыслу и завершил его в самом конце жизни. При жизни писателя были опубликованы только отдельные главы из произведения, а его журнальный вариант был напечатан в сентябрьском номере «Знамени» за 1995 год.
В 1996 году «Суер-Выер» был отмечен премией «Странник» Международного конгресса писателей-фантастов (в номинации «средняя форма», как лучшая повесть). Полностью «Суер-Выер» был издан только в 1998 году издательством «Вагриус», без авторских иллюстраций, и переиздан (с изменённой обложкой) в 2001 году.

## История создания
Это произведение занимает в творчестве Юрия Коваля особое место — с момента возникновения первых студенческих набросков о путешествиях капитана Суера-Выера и до завершения романа прошло почти 40 лет.
Фантастическую повесть под названием «Простреленный протез» Юрий Коваль задумал и начал писать вместе с однокурсником Леонидом (Лёшей) Мезиновым в 1955 году, вскоре после поступления в МГПИ имени Ленина. Отрывки из произведения были напечатаны в стенгазете факультета русского языка и литературы, на котором они учились. Название «Простреленный протез» заставляло вспомнить одноногого пирата Сильвера из «Острова сокровищ», жанр же произведения был определён авторами как «сага». По воспоминаниям Леонида Мезинова, одними из первых строк саги были:
Лёгкий бриз надувал паруса нашего фрегата. Мы шли на зюйд-зюйд-вест. Может быть, это не был зюйд-зюйд-вест, но так говорил наш капитан Джон Суер-Выер, а мы верили нашему Суеру (Выеру).

Фрегат и его команда (рис. Юрия Коваля)

Корабль именовался «Корапь», главными героями были побратимы Дик Зелёная Кофта и Билл Рваный Жилет (прообразами которых были авторы). В пути фрегат встречался с пиратской галерой «Тарас Шевченко», на которой плыл эфиоп Яшка и толпа «юных, но уже обнажённых пленниц». В этот момент на сцене появлялся и капитан Суер-Выер. Далее описывалось открытие Острова Каннибалов и приключения на нём. Позже Юрий Коваль так вспоминал эти времена в главе «Остров Лёши Мезинова»:
Мы вспоминали о том нашем первом плаваньи, в которое мы когда-то пустились втроём: Лёша, Суер и я.

С нами были тогда ещё эфиоп Яшка, главный махало-опахальщик, Дик Зелёная Кофта и Билл Рваный Жиллет. На фрегате «Корапь» мы открыли остров каннибалов да и один завалященький островок с кладом.
Впрочем, за годы учёбы сага не была закончена и никто не мог предположить, что «придёт время, и известный детский писатель Коваль вернётся к студенческому рукописному трёпу, выстроит, вылепит из него целый собственный мир — таинственный и переливающийся всеми блёстками его ума и таланта».
В конце 1980-х годов Юрий Коваль решил вернуться к замыслу «Суера», вначале предложив Леониду Мезинову продолжить повествование совместно. От соавторства Мезинов отказался, однако разрешил Ковалю дальше работать над произведением без его участия. Фактически из старого варианта Коваль «взял несколько фраз и пошёл по своему пути просто-напросто». Неизменными остались несколько основных персонажей во главе с Суером-Выром, а также первая фраза, ставшая впоследствии широко известной —
Тёмный крепдешин ночи окутал жидкое тело океана…
Роман был закончен 22 сентября 1994 года, однако его редактура продолжалась и в 1995 году. Юрий Коваль понимал, что написал необычную для себя вещь и с волнением ожидал реакции читателей. В письме Розе Харитоновой (в ночь на 1 апреля 1995 года) он писал:
Ты не можешь представить, как я жду выхода «Суера», как мне хочется, чтоб он попал в руки великим и просвещённым читателям…
Мне кажется, что я написал вещь, равную Бог знает кому, но это, конечно, только Богу известно.

Хотя я писал для себя, я себя веселил, валял дурака, хулиганил, как хотел. Но, Роз, писать роман 40 лет — это, брат….
Сходные слова звучат и в беседе Коваля с Ириной Скуридиной в марте 1995 года:
Там написано так… Там написано так, что всё. Понимаешь. Всё!..

Я думаю, что я написал вещь, равную по рангу и Рабле, и Сервантесу, и Свифту, думаю я. Но могу и ошибаться же…
Фрагменты романа при жизни автора печатались в журналах «Огонёк», «Столица», «Русская Виза», «Уральский следопыт», а также в сборнике «Опасайтесь лысых и усатых» (1993). Однако Коваль мечтал о полном издании романа и вёл переговоры об этом с издательством «Аргус». «Я болен судьбой „Суера“» — говорил он в беседе с Ириной Скуридиной. Он подготовил журнальный вариант произведения, который был отвергнут Сергеем Залыгиным («Новый мир»), однако опубликован в сентябре 1995 — уже после смерти писателя — в «Знамени». Первое отдельное издание пергамента появилось только в 1998 году в издательстве «Вагриус».
Коваль также создал несколько иллюстраций к роману, некоторые из которых были опубликованы в сборнике «Опасайтесь лысых и усатых». Позже ему пришёл в голову особый способ «косвенного иллюстрирования» произведения, о чём он писал в январе 1995 года Евгении Филипповой:
Ну, скажем, такая иллюстрация: «Одно из первых одеял мадам Френкель». «Головка чеснока, поданного на острове Нищих», «Пенный след за кормою “Лавра”» и т. п.

Здесь могут быть замечательные и смешные находки. Это развитие романа другим путём.

## Сюжет

Остров заброшенных мишеней (рис. Юрия Коваля)

Фрегат «Лавр Георгиевич» совершает плавание по Великому Океану в поисках Острова Истины. На долю главных персонажей — капитана Суера-Выера, рассказчика по прозвищу Дяй, старпома Пахомыча, боцмана Чугайло, лоцмана Кацмана, мичмана Хренова, механика Семёнова и других — выпадает множество приключений как на самом фрегате, так и на многочисленных островах, открытых ими в пути.
На одном из островов в ямках в песке дружно живут Валерьян Борисычи в одинаковых фетровых шляпах и приглашают присоединиться к ним…
На другом острове водятся исключительно тёплые щенки, которые «никогда не вырастают, никогда не достигают слова „собака“» — и главная задача прибывающих на остров состоит в том, чтобы их хорошенько трепать…
На Острове Голых Женщин экипаж фрегата встречает шестигрудую Гортензию и младенца по имени Ю, выкормленного её шестью грудями…
А на Острове Посланных На оказываются все, когда-либо посланные на…, причём в том количестве, сколько раз их туда послали…
В конце романа приводится «Кадастр всех островов, открытых сэром Суером-Выером и другими кавалерами во время плаванья на фрегате „Лавр Георгиевич“ с 1955 по 1995 год», в котором перечислено 29 островов с их краткой характеристикой, например:
Остров Валерьян Борисычей — формы кривого карандаша
Остров неподдельного счастья — напоминает Италию без Сицилии, сапогом кверху
Остров тёплых щенков — по форме напоминает двух кабанчиков вокабул, соединённых между собой хвостами
Остров посланных на… — откровенный каменный фаллос работы федоскинских мастеров и палехской школы

Остров, на котором ничего не было — имеет форму формальных формирований
Роман завершается — «внезапно, как внезапно кончится когда-то и наша жизнь», — когда фрегат достигает Острова Истины.

## Персонажи
- Рассказчик (во время пребывания на Острове Лёши Мезинова он назван прозвищем Дяй)
- сэр Суер-Выер, капитан фрегата
- старпом Пахомыч
- боцман Чугайло
- лоцман Кацман (в главе про «остров Валерьян Борисычей» назван по имени и отчеству, «как раз наоборот» — Борис Валерьянович)
- мичман Хренов
- механик Семёнов
- стюард Мак-Кингсли
- адмиралиссимус Онисим (выпал за борт в главе XIII «Славная кончина»)
- корабельный священник Фалл Фаллыч
- мадам Френкель
- юнга Ю (найден на Острове, на котором совершенно ничего не было)

- а также матросы:
  - Ящиков, вперёдсмотрящий
  - назадсмотрящий (без имени)
  - Вампиров
  - Петров-Лодкин
  - Веслоухов
  - Зализняк
  - Ковпак, кочегар
  - Хашкин, кок
  - Рыков, рулевой
  - Раков, румпелевой
  - Пердоний Пердюк, суперкарго
  - Верблюдов, верёвочный
  - Хряков и Окороков, взвешиватели
  - Кляссер, килевой
  - корабельный кузнец (без имени)

Остров Валерьян Борисычей (рис. Юрия Коваля)

Таким образом, всего в пергаменте упоминается 16 матросов. Это соответствует тому, что говорится в самом начале романа: «Вмиг оборвалось шестнадцать храпов, и тридцать три мозолистых подошвы выбили на палубе утреннюю зорю» (лишней, тридцать третьей, была «Блуждающая подошва», которой посвящена глава XXXI).
Помимо экипажа фрегата, в романе действует множество персонажей, с которыми читатель встречается на островах, открытых капитаном Суером-Выером и его командой. Это и Валерьян Борисычи, и Печальный Пилигрим, и шестигрудая Гортензия, и однорогий Уникорн, и одноногий Сциапод, и Демон острова Кратий, и Девушка с персиками, и артисты Басов и Гена, а также многие другие, в том числе сам Лёша Мезинов («Мёша») на острове, названном его именем.

## Художественные особенности

### Жанр
В подавляющем большинстве случаев читатели и критики называют «Суер-Выер» романом. В 1996 году, когда Юрию Ковалю была присуждена (посмертно) премия «Странник» Международного конгресса писателей-фантастов, «Суер-Выер» выступал в категории «средняя форма (повесть)», поскольку жюри ориентировалось на опубликованный журнальный вариант.
Сам Юрий Коваль также иногда назвал «Суер-Выер» романом, однако в подзаголовке произведения его жанр обозначен как «пергамент». Жена писателя Наталья Дегтярь так вспоминала о возникновении этого названия:
У нас была такая иногда игра... вот, какое-то слово вдруг приходит в голову, и его как-то можно остро почувствовать и обыграть это слово. И вот как-то совершенно непонятно откуда у меня в голове возникло слово «пергамент», просто так. И я спросила Юру немедленно, я спросила его: «Послушай, Юра, а вот есть ли у тебя пергамент?» Он сделал небольшую паузу и тут же сказал: «Да, есть. Вот он!» И показал на «Суера», черновик «Суера», который лежал на столе. Вот так вот... а до этого жанр ещё не был определён... вот так он стал «пергаментом».

### Посвящения
Весь роман в целом посвящён Белле Ахмадулиной, близкому другу Коваля и большой поклоннице его творчества (она же написала предисловие к «Суеру-Выеру»). Помимо этого, роман пронизан целой серией посвящений — и в подзаголовках глав, и в сносках. «Я решил каждому истинному другу моей прозы посвятить хоть что-нибудь», — писал Коваль Евгении Филипповой в марте 1995 года.
Так, например, Остров тёплых щенков посвящается жене писателя Наталье Дегтярь, Остров заброшенных мишеней — поэтессе Татьяне Бек, движение вверх по трапу на Острове открытых дверей — «любимому другу Юлию Киму», глава LX, в которой разыгрывается пьеса «Иоанн Грозный убивает своего сына» — Юрию Визбору, «другу души моей, которого всегда угнетала судьба сына и веселила бодрость отца» и тому подобное. В публикации 1995 года в «Знамени» автор посвятил журналу, в котором он видел «не только друга, но и брата-синонима некоторых персонажей», главу «Трепет» о том, как механик Семёнов вообразил себя корабельным флагом.

### Названия частей
Роман включает три части, озаглавленные по названиям мачт парусного судна — «Фок», «Грот» и «Бизань». Эти три части следуют одна за другой так же, как фок-мачта, грот-мачта и бизань-мачта следуют друг за другом от носа корабля к корме. Главы во всех частях имеют сквозную нумерацию, причём небольшая начальная главка не имеет номера и называется просто «Бушприт» — так же, как самая передняя мачта на судне.
Интересно и то, что бизань на «Лавре Георгиевиче» была далеко не самой последней мачтой:
Если капитан хотел кого-то наказать, он ссылал куда-нибудь на сенокос или на уборку картофеля именно за Бизань, а если этого ему казалось мало, ставил тогда за Бизанью дополнительную мачту — Рязань, а если уж не хватало и Рязани, ничего не поделаешь — Сызрань.

### Элементы постмодернизма
Если рассматривать «Суер-Выер» в контексте мировой литературы, очевидна его связь с такими знаменитыми романами-путешествиями, как «Гаргантюа и Пантагрюэль» Рабле, «Путешествия Гулливера» Свифта, даже отчасти «Дон Кихот» Сервантеса. На эту связь указывал в своих последних интервью и сам автор (см. выше).
По мнению Ольги Мяэотс, «Юрий Коваль определил жанр произведения как „пергамент“, подчёркивая таким образом не только исторические корни своей книги, продолжающей традиции знаменитых утопий эпохи Возрождения, но и синкретичность формы, вобравшей в себя динамику приключенческого романа, глубину философской прозы, искромётность анекдота, беспощадность сатиры, безудержный полёт фантастики, тонкий поэтический лиризм».

Остров открытых дверей (рис. Юрия Коваля)

На интертекстуальность романа обращает внимание и Ирина Сыромятникова, которая указывает на то, что помимо мотивов «Путешествий Гулливера», в тексте можно обнаружить и связь с произведением Клайва Льюиса «Хроники Нарнии». В «Суере-Выере» встречаются отсылки к некоторым элементам «Хроник Нарнии» — в частности, это дверь, ведущая в другие миры (глава XLIII «Бодрость и пустота»), а также образ одноногого Сциапода (глава XLII «Остров Сциапод»). Однако, по мнению критика, «нельзя не заметить, что эти моменты переосмысливаются из высоких, наполненных глубинным смыслом символов в пародию».
Интертекстуальность романа, наряду с другими его особенностями, позволяет говорить о «Суере-Выере» как о постмодернистском тексте. Аналогичную мысль высказывает и Наум Лейдерман — отмечая, что «в русской литературе постмодернизм уже утвердился в качестве традиции», он приводит в качестве одного из характерных примеров именно произведение Коваля, где, «кажется, впервые русский постмодернизм предстал без катастрофического, разрушительного пафоса — вызывающая постмодернистская поэтика стала носителем весёлого, раскованного, фамильярного отношения между человеком и миром. Это первая версия весёлого постмодернизма».
Помимо литературных аллюзий, для прозы «Суера-Выера» характерны некоторые уникальные «явления, которые можно сравнить с тектоническими» (по словам автора). Так, например, с главой XLIX «Ненависть» случилось «прозотрясение», из-за которого в ней осталась только первая фраза, а глава L «Вёдра и альбомы (Остров Гербарий)» сильно пострадала «в результате наводнения в Питере в 1983 году, хотя и находилась в это время в Москве». В результате текст главы был сильно размыт и от неё сохранилось лишь несколько разрозненных фраз. Впрочем, полный текст обеих глав помещается в Приложении. Кроме того, некоторые главы претерпели сдваивания, страивания, и даже «сошестерения», что сам автор в сноске объясняет «падением культуры пристального чтения в конце XX века».

## Отзывы
Ольга Мяэотс. Последние острова Юрия Коваля:
Книга Юрия Коваля — дневник поколения, противопоставившего абсурду казённой официальной идеологии единственное доступное ему оружие — смех, разудалое ёрничание, позволявшее за нарочитой грубостью и ухарством сберечь подлинные человеческие чувства: любовь, ненависть, изумление, жажду открытий.
Игорь Шевелёв. Путешествие без морали: Последняя проза Юрия Коваля
…всё есть в книге Ю. Коваля — и игра, и остроумие, и чудесная естественность глубоко сокрытых редкоземельных людей и стран, а вот никакой морали при этом открыть не удалось, и это, пожалуй, и есть главное открытие и приобретение.

…Юрий Коваль похерил и мораль, и подвиг ради первобытной открытости неизведанных стран русской прозы, где встречаются анахореты в сметане, где блистают алпаты, сапгиры и гайдары вкупе с драгоценными ахматами и розенталями.
Из эссе Г. Кружкова «В поисках Чеширского кота»:
Истинное чувство юмора — такое, как в «Суере-Выере» Юрия Коваля, — большая редкость. Чем же взял Коваль в этой своей последней, замечательной книге — современном «плавании Пантагрюэля»? Не только ведь лёгкостью и безоглядностью, но и оглядкой (вот именно!) на некий эстетический стандарт (в просторечии, вкус) — нечто неуловимое и летучее, вроде улыбки Чеширского кота, но притом вполне реальное.
Александр Етоев. Юрий Коваль, Суер-Выер и мэтр Рабле:
«Суер-Выер» — роман особый, это роман-игра. Собственно, он и романом-то не является… Пергамент — так определяет жанр своего сочинения автор… То есть мы с вами как бы читатели будущего и держим в своих руках некую музейную редкость… Что-то утрачено, что-то не поддаётся прочтению, где-то вкралась ошибка — может быть, переписчика, может быть, самого писца, отвлёкшегося по причине принятия ежевечерней порции корвалолу. А к древности — отношение бережное. Можно комментировать, делать примечания, давать сноску, но нельзя ничего менять — теряется аромат времени, пища для желудка ума, материал по психологии творчества. Если «вдруг» написано через «ю» («вдрюг»), «со лба» — «собла» и древний автор, раскачиваясь на стуле, осознает «гулбину» своего падения — то этого уже не исправишь.
Павел Сурков. Пергамент вечности, или Краеугольный текст современной литературы:
текст, который во многом перевернул современную русскую литературу, да что уж — явился её краеугольным камнем. Теперь, после выхода «Суера», нельзя было просто так подступаться к большому и многоплановому тексту — и «Суера» все читали, и по «Суеру» мерили собственные тексты, и следы ковалёвской прозы есть во всех больших писателях современности, даже если они и сами не хотят этого признавать. Абсурдизм Пелевина и Сорокина, поэтичность Иванова, текстовая цепкость Петрушевской, многоплановость Улицкой — всё это так или иначе несёт на себе отпечаток плавания команды «Лавра Георгиевича».

## Дополнительные факты
Из истории работы над романом:
- По воспоминаниям Юлия Кима, одна из запомнившихся ему фраз в студенческой рукописи была: «Ананасана-бананасана! — вскричали пираты и театрально побежали на абордаж». В итоговой версии романа этой фразы нет[15].
- В одном из журнальных вариантов романа имя корабельного священника было Нектарий (Отец Нектарий купил земли гектарий)[16].

Некоторые из прототипов и аллюзий в романе:
- Название фрегата «Лавр Георгиевич» соответствует имени и отчеству русского генерала Л. Г. Корнилова.
- Прозвище Дяй («великое усекновение прекрасного русского слова разгильдяй»), которым в одной из глав романа назван рассказчик — реальное студенческое прозвище Юрия Коваля[17].
- В образе дружных Валерьян Борисычей, вероятно, нашло косвенное отражение «тайное общество Юриосичей», в которое входило четверо друзей, которых звали Юриями Иосифовичами (Осиповичами) — Юрий Коваль, Юрий Визбор, Юрий Домбровский и Юрий Коринец.

Остров Сциапод (рис. Юрия Коваля)

- По свидетельству Леонида Мезинова, прототипом для образа «всевидящего и всезнающего» капитана Суера в ранней версии романа послужил не кто иной, как Сталин. Сравни одну из характерных фраз: «Закуривайте, товарищ Френкель, — сказал Суер, расстёгивая стальную ширинку портсигара, — закуривайте, не стесняйтесь… »[18]. Здесь важно помнить, что скульптура Сталина в середине 1950-х годов ещё стояла в холле Московского пединститута (рядом со скульптурой Ленина) и постоянно находилась перед глазами студентов — в повести «От Красных ворот» Коваль вспоминал о них как о «двух важнейших скульптурах нашего времени».
- Слово «Сциапод» происходит от древнегреческого σκιαποδες (от слов «тень» + «нога»), буквально «тененогий». Мифические существа, прикрывающиеся своей единственной огромной ногой от дождя и солнца, упоминаются ещё у Плиния; их изображения встречаются и на средневековых рисунках и барельефах[19].
- На выбор фамилии боцмана Чугайло, по всей видимости, повлиял персонаж известного советского фильма Танкер «Дербент», балагур боцман Догайло (в исполнении Василия Меркурьева)[20].

## Экранизации и театральные постановки
- В 1998 году моноспектакль «Суер-Выер» был поставлен в театре «Жёлтое окошко» (Мариинск); автором и исполнителем спектакля был создатель и режиссёр театра Пётр Зубарев[21]. Спектакль получил три приза на IX Всероссийском фестивале моноспектаклей «В начале было слово…» в Перми[21].
- 29 сентября 2004 года в московском театре «Эрмитаж» состоялась премьера спектакля «Суер-Выер: комическое представление в 2-х действиях», посвящённого Петру Фоменко (известно, что сам Пётр Фоменко также думал о постановке спектакля по этой книге[22]). Режиссёр спектакля — Михаил Левитин, сценография Г. Гуммеля (Германия)[23]. Поэтесса и друг Юрия Коваля Татьяна Бек так отзывалась об этом спектакле: «Прививка пародийного капустника к классическому театральному авангарду — точная сценическая параллель прозе Коваля»[24]. Спектакль входил в репертуар театра на протяжении нескольких лет.
- 26 июня 2007 года на заседании клуба «Сине Фантом» Андрей Сильвестров и Павел Лабазов представили проект музыкального кинофильма (мюзикла) по роману. Предполагается, что изобразительный ряд фильма будет выдержан в эстетике советской книжной иллюстрации, а музыку для фильма сочинит Фува Дайсуке из Японии, лидер группы Shibusashirazu Orchestra[25].
- В начале 2020 году тульский Камерный драматический театр поставил к 20-летию театра спектакль-капустник «В поисках острова Истины», в основу которого был положен «Суер-Выер»[26].

## Аудиоверсии
Во время написания романа Юрий Коваль много раз читал знакомым отрывки из него. В архиве у одного из его близких друзей, Марата Кима (племянника Юлия Кима), сохранилась двухчасовая запись авторского чтения романа в мастерской на Яузе. Эта запись была издана в феврале 2018 года к 80-летию писателя.
Из аудиоверсий романа наибольшей популярностью пользуется аудиокнига, озвученная Александром Клюквиным и изданная на дисках в формате MP3 и CD (общая длительность записи 6 ч. 12 мин.)

## Издания

### Полные издания
- Юрий Коваль. Суер-Выер: пергамент. — М.: Вагриус, 1998. — 320 с. (Серия: Современная проза) ISBN 5-7027-0534-3 Тираж 7000 экз.
- Юрий Коваль. Суер-Выер: пергамент. — М.: Вагриус, 2001. — 316 с. (Серия: Современная проза) ISBN 5-264-00719-5 Тираж 3000 экз.
- Юрий Коваль. Суер-Выер. Самая лёгкая лодка в мире. От Красных ворот. Чистый Дор. — М.: Эксмо, 2008. — 576 с. (Серия: Русская классика) — ISBN 978-5-699-31757-8. Тираж 3000 экз.
- Юрий Коваль. Суер-Выер. Самая лёгкая лодка в мире. Листобой. — М.: Эксмо, 2009. — 736 с. (Серия: Библиотека всемирной литературы) — ISBN 978-5-699-38167-8. Тираж 3000 экз.
- Юрий Коваль. Суер-Выер: пергамент. — СПб.: Азбука, 2013. — 318 с. (Азбука-классика) — ISBN 978-5-389-05542-1
- Юрий Коваль. Суер-Выер и много чего ещё: роман, повести, рассказы. — СПб.: Азбука, Азбука-Аттикус, 2018. — 960 с. (Русская литература. Большие книги) — ISBN 978-5-389-14088-2. Тираж 3000 экз.
- Юрий Коваль. Собрание сочинений. В 3 т. (Серия: Ретро библиотека приключений и научной фантастики. Коллекция). — М.: Престиж бук, 2018. Т. 1.

### Журнальный вариант
- Юрий Коваль. Суер-Выер: пергамент // Знамя. — 1995. — № 9. — С. 56—121.

### Фрагменты
- Юрий Коваль. Суер-Выер: главы из романа // Огонёк. — 1991. — № 32. — С. 20—23.
- Юрий Коваль. Сэр Суер-Выер: фрагменты пергамента // Юрий Коваль. Опасайтесь лысых и усатых: Повесть и рассказы. — М.: Книжная палата, 1993. С. 326—349.
- Юрий Коваль. Суер-Выер: отрывок из романа // Огонёк. — 1994. — № 1. — С. 29—31.
- Юрий Коваль. Сэр Суер-Выер: фрагмент пергамента // Столица. — 1994. — № 9. — С. 56—62.
- Юрий Коваль. Сэр Суер-Выер: ещё два фрагмента // Столица. — 1994. — № 23. — С. 61—63.
- Юрий Коваль. Остров неподдельного счастья (фрагмент романа «Суер-Выер») // Общая газета. — 1994. — 10—16 июня. — С. 16.
- Юрий Коваль. Суер-Выер: отрывок из романа // Московский комсомолец. — 1995. — 16 авг. — С. 8.
- Юрий Коваль. Из романа «Суер-Выер» // Вагриус-проза. 1992—2002. Антология. Том 1. — М.: Вагриус, 2003. — С. 842—865. — ISBN 5-264-00791-8, ISBN 5-264-00742-X.